# Градище (Йегуновце)
Градище (на македонска литературна норма: Градиште) е антична и средновековна крепост, разположена над положкото село Йегуновце, Северна Македония.

## Местоположение
Градището се намира на 3 km североизточно от Йегуновце, на скалист рид от планината Жеден, 70 m над долината на Вардар в западната част на пролома Дервент, през който върви пътят от Скопие за Полога. Ридът е достъпен само през тясно седло от югоизток.

## История

### Античност
На Градище е открита бронзова фибула от средноиталийски тип, датирана VI -V век пр. Хр. През Късната античност на площ от 0,4 ha е изграден каменен зид с хоросан. Над седлото e издигната кула. Вътре се виждат основи на няколко сгради. Открити са части от късноантична керамика, монети от края на IV - VI век, ранновизантийски и италиански фибули от VI - VII век.

### Средновековие
Стената е била добре запазена и през следващите векове и крепостта е използвана отново в бурните събития от X - XIII век, което се потвърждава от множество дребни находки от тези векове: бронзов двуделен печат от преславски тип с гравирани митологично животно в негатив от Х век, тока за колан, част от конски дизгини; гроздовидна обица, пръстен и част от гривна от Х - ХІІ век, византийска монета — меден скифат от XIII век; огнищна грънчария и други.